# Museo de Arte de Gerona
El museo de Arte de Gerona es un museo fundado en 1976 y situado en el antiguo palacio episcopal de Gerona, junto a la catedral. En el museo se puede contemplar por orden cronológico el arte gerundense a través de épocas y estilos sucesivos: románico, gótico, renacimiento, barroco, realismo, modernismo y novecentismo. También hay salas monográficas dedicadas a la cerámica, el vidrio y el arte propio de la liturgia católica, así como salas para exposiciones temporales. Las principales colecciones son las medievales, donde destaca el altar del monasterio ampurdanés de Sant Pere de Rodes. El museo tiene la tercera colección de arte románico y gótico más importante de Cataluña.

## Historia
El 7 de diciembre de 1976, la Diputación de Gerona y el Obispado de Gerona firmaron un convenio gracias al cual se formaba el Museo de Arte de Gerona (MD'A). La diputación aportó parte del fondo del Museo Provincial de Antigüedades y Bellas Artes y sufragaba los costes de gestión y funcionamiento. El obispado, por su parte, aportaba el fondo del Museo diocesano y cedía el palacio Episcopal para que fuera la sede del nuevo equipamiento. Entre los años 1979 y 1991 se llevaron a cabo diversas fases de acondicionamiento y remodelación, dando como resultado el discurso cronológico que comprende las distintas manifestaciones artísticas desde la época románica hasta los inicios del siglo XX. Desde el año 1992 la Generalidad de Cataluña, a través del Departamento de Cultura, asumió las tareas de gestión que antes correspondían a la Diputación de Gerona. A lo largo de los años el museo ha visto crecer su colección de arte contemporáneo gracias a las aportaciones de esta institución.

### Museo de Antigüedades y Bellas Artes
Creado en 1846 para salvaguardar las obras de interés artístico y arqueológico, así como los restos arquitectónicos de los edificios secularizados a raíz de la desamortización de Mendizábal (1835), fue inaugurado en 1870 dentro del monasterio románico de San Pedro de Galligans. Su fondo acogía una importante colección de elementos arqueológicos de toda la provincia de Gerona, así como un volumen importante de objetos de arte formada por adquisiciones y donaciones de los propios artistas.Posteriormente se recibió un fondo de obras depositadas por el Museo del Prado de Madrid. A partir de 1976, tras el convenio entre la Diputación y el Obispado de Gerona, las colecciones arqueológicas permanecieron en San Pedro de Galligans bajo la gestión del Museo Arqueológico de Cataluña (MAC).

### Museo Diocesano
Corría el año 1942 cuando el obispo José Cartañà creó el museo Diocesano a partir de unas colecciones de arte y arqueología reunidas por el canónigo Ramon Font y por mosén Pere Valls, que desde 1929 se exponían en el Salón del Trono. La creación del museo tenía por objetivo proteger las obras arqueológicas y artísticas de las iglesias de la diócesis y aumentaron con las obras adquiridas por el mismo Obispado y también gracias a las donaciones particulares. Inicialmente, la colección se emplaza en uno de los edificios nobles de la ciudad: la casa Carlos (situada en la plaza del Vino), cedida por testamento al obispado de Gerona. Con el paso del tiempo estas dependencias se convirtieron insuficientes para alojar el importante fondo del Museo Diocesano. Así, en 1974 la colección hace ser trasladada al palacio Episcopal, que sería la sede definitiva.

## Edificio

### Palacio Episcopal

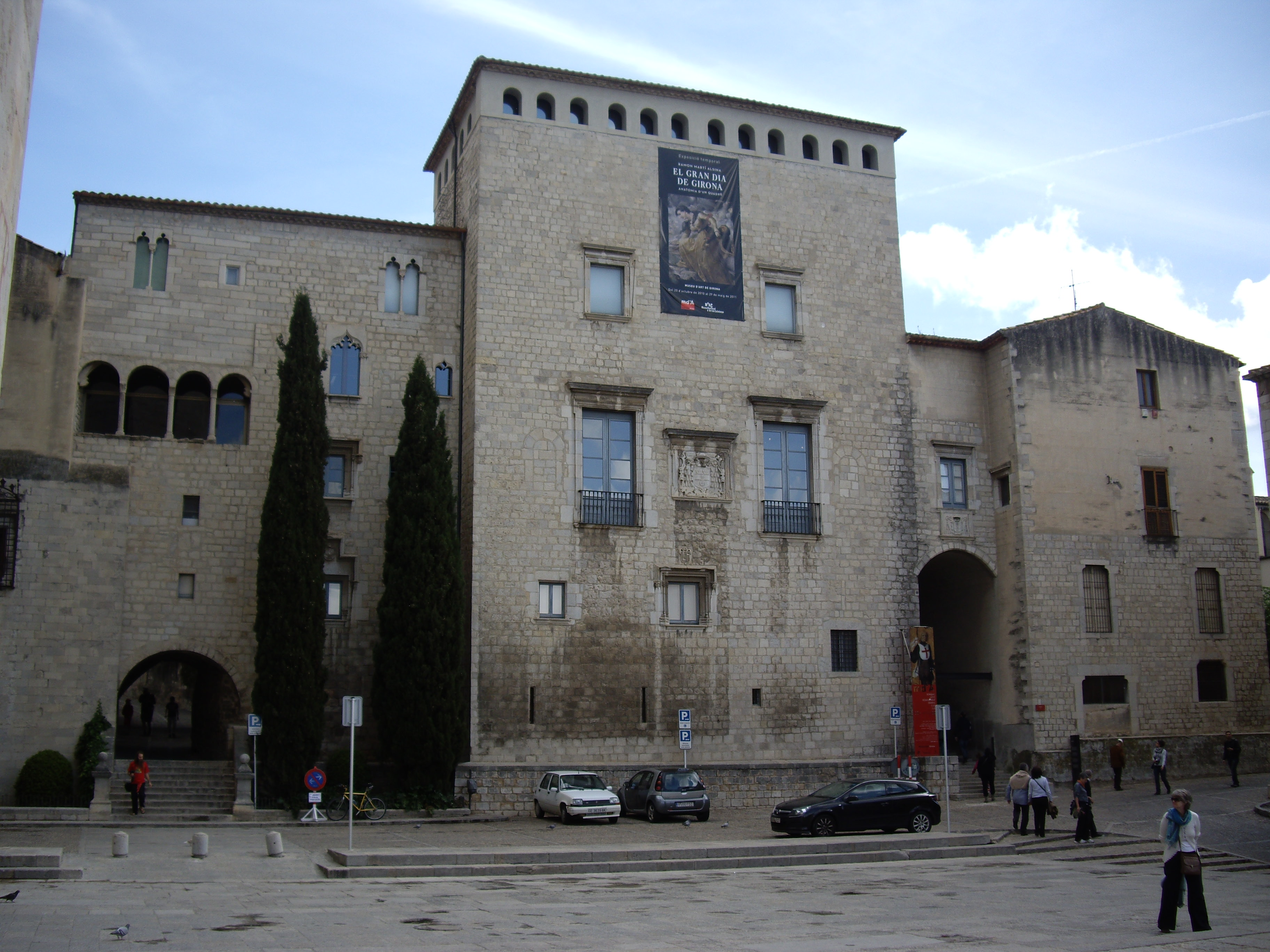
Fachada del palacio Episcopal

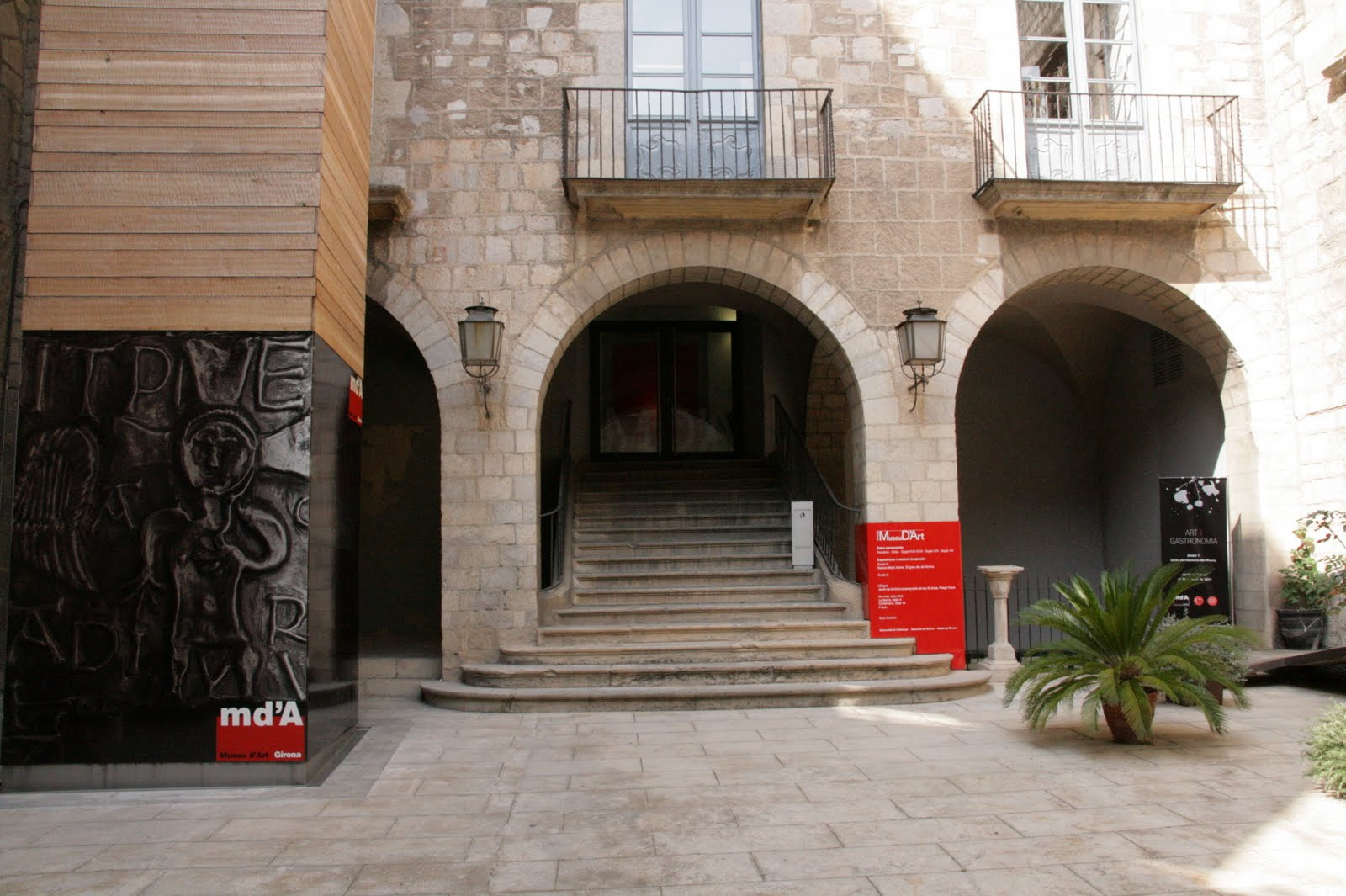
Entrada por el palacio Episcopal

A menudo olvidada, la primera pieza destacable del Museo de Arte es su propio continente: la edificio que durante muchos años fue el palacio Episcopal de la ciudad. Apoyado por una historia milenaria, la primera referencia que se tiene del Palacio data del año 988, cuando el obispo Gotmar III compró una casa en el conde Borrell, que estaría ubicada en la actual zona norte del palacio. No es, sin embargo, hasta el año 1167, a la muerte del obispo Guillermo de Peratallada, cuando se registra en el obituario de la catedral que «construyó el palacio». Seguramente este obispo había aprovechado y ampliado la antigua casa.
A lo largo del siglo XIII el conjunto se amplió siguiendo los gustos de la época y tomó el aspecto de un castillo, convirtiéndose en la primera construcción gótica de Gerona. En estos años se construyeron las dos torres (la de la fachada oeste y la de la prisión), el Salón del Trono, que unía las dos torres (donde ahora se exponen en retablo de Púbol y el de Cruïlles), y el Salón del Arco (donde actualmente se puede admirar el retablo de Segueró de Pere Mates). Todavía hoy se pueden observar todas estas dependencias durante la visita a la colección.
Durante los siglos XV y XVI continuaron las obras y ampliaciones del palacio, con los obispos Boil y Margarit, y fue entre 1500 y 1600 cuando el edificio pasó de castillo en palacio, con la apertura de ventanas que daban paso a la luz. También fue en estos años en que se llevó a cabo la ampliación que enlaza el ala nueva con la parte más antigua y que cubre desde la plaza de los Lledoners hasta el arco que cubre la actual vuelta de da paso al patio de entrada al museo. Así, la actual sala gótica del museo había sido el antiguo comedor del obispo. Anterior a esta obra podemos ver la pared sur del Salón del Trono, desde donde todavía se pueden ver unas ventanas de estilo renacentista que el mismo Margarit hizo abrir. Durante la Guerra de los segadores (hacia 1640), los soldados del rey concentrados en Cataluña cometieron excesos, también contra la Iglesia, que desencadenaron una revuelta social. Esto hizo que obispos y sacerdotes animaran a los sublevados contra las tropas. De hecho, unos versos de la canción popular deja entrever la situación:

el obispo los bendijo
con la mano derecha y la izquierda.

Es decir: bendijo con la derecha a los sublevados y con el izquierda excomulgó a los ocupantes. Como consecuencia, el palacio Episcopal fue ocupado durante dos años por los militares. Pasada ya la revuelta, el año 1756 se obispo recibió en su palacio al mismo Papa, entonces Benedicto XIV, un privilegio entonces extraordinario. Con motivo de esta visita se abrió la capilla contigua al comedor, conservada aún hoy, donde los obispos decían misa cada mañana. A lo largo de los sitios napoleónicos de 1808 y 1809 el edificio sufrió numerosos daños, más aún cuando los franceses, después de haber entrado en la ciudad, lo registraron de arriba abajo con el pretexto de encontrar un arsenal de armas. No fue hasta el año 1898, terminados los conflictos, que el edificio adquirió el aspecto que tiene hoy, cuando el obispo Tomás Sivilla compró la casa Falla, con el Jardín de los Escudos y el Patio del Pozo.

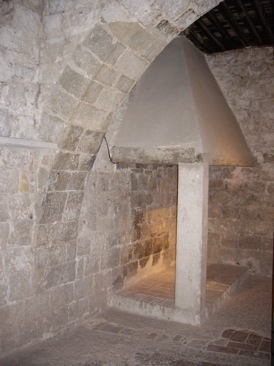
La cárcel

A raíz del estallido de la Guerra Civil en 1936, el obispo José Cartañà abandonó el palacio y se pensó en convertir el edificio en un museo del pueblo. Incluso se hicieron algunas obras, se habilitó una morada para el conserje y también se hicieron algunos destrozos para la búsqueda de un supuesto tesoro escondido en las paredes del palacio. Terminada la Guerra del edificio recuperó su función original y el obispo Narciso Jubany hizo, a partir de 1964, las últimas obras que debían dar una mínima comodidad en las salas. Fue su sucesor, Jaume Camprodon y Rovira, en 1973, quien ya no habitó nunca el palacio. Sin embargo, como último recuerdo de su función original, aunque se mantiene un despacho. Como testigos mudos de todas estas y otras obras, se mantienen los diferentes escudos repartidos por todos los rincones del Palacio, que conmemoran al obispo que reformó la parte donde se encuentran situados. El aspecto actual corresponde a la restauración del siglo XVI. Durante 2010 se construyó un ascensor en el patio de los museos, que creó polémica en cuanto al impacto estético producido

### Prisión
La prisión del palacio, aunque visitable, era un espacio acogedor en comparación con el resto de prisiones de la época. En vez de tratarse de una mazmorra subterránea, se ubica en el segundo piso, ofreciendo a los condenados vistas sobre un patio y la parte alta de la ciudad. También estaba equipada con una chimenea. Los reclusos tampoco eran los ordinarios: se trataba de los religiosos castigados por el obispo o por los tribunales de la Iglesia. En las paredes cubiertas con cal todavía se pueden leer algunas de las inscripciones que los prisioneros se entretenían en hacer. Una de ellas, sin data, decía:

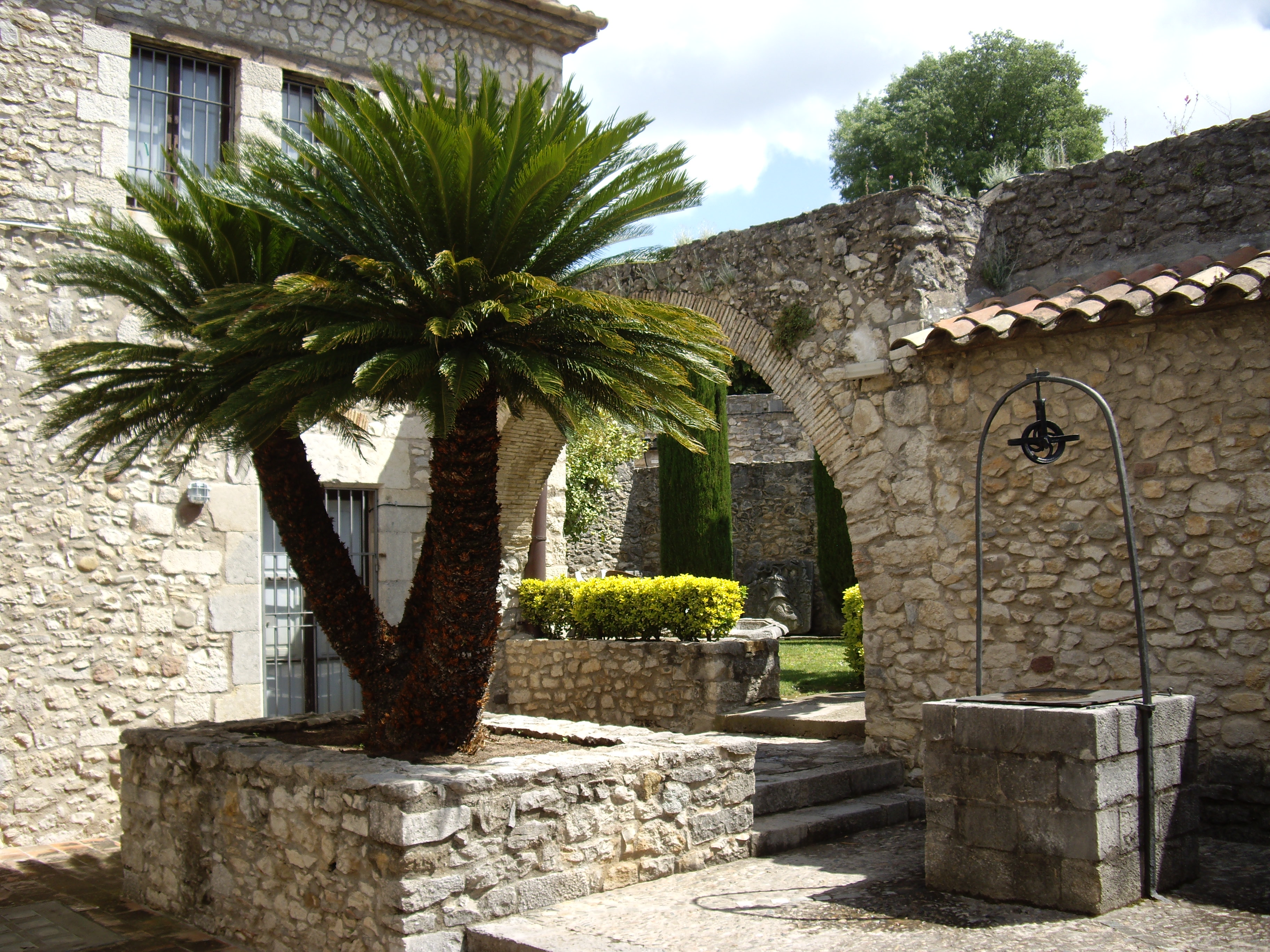
Patio de la Casa Falló

no por el quoniam estuve aquí
aunque mujer fue causa tal
sí sólo por accidente fatal
sí porque 91 días viví ahí.

### Casa Falló
El obispo Tomás Sivilla en 1898 compró la casa Falló con el Jardín de los Escudos y el Patio del Pozo. Actualmente en la casa Falló están las oficinas, la biblioteca, los talleres educativos, las reservas y el taller de restauración.

### Farmacia

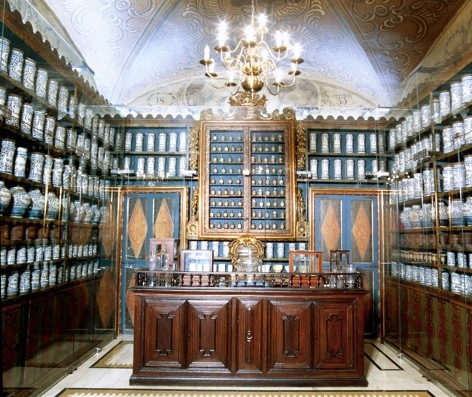
Antigua farmacia

La farmacia del antiguo Hospital de Santa Catalina presume de ser una de las pocas farmacias hospitalarias históricas que se conservan en su aspecto original. Actualmente está en proceso de restauración que le devolverá el esplendor inicial y en breve se podrá visitar. Se podrá acceder a través del patio de las Magnolias de la sede de los Servicios Territoriales de la Generalidad de Cataluña en Gerona. Se construyó a finales del siglo XVII y en el interior se conciben dos estancias separadas: la farmacia y el laboratorio.
La primera dependencia está adornada con pinturas del siglo XIX que esconden una decoración anterior de época  barroca, la temática tiene que ver con el uso de la sala: unas doncellas recogen frutos y plantas medicinales. En las paredes hay armarios y estantes de madera policromada para almacenar medicamentos. Junto al mostrador, una pequeña puerta separa el laboratorio. Dentro de la farmacia se conserva también una extraordinaria colección de botes de cerámica, una de las más importantes de Cataluña, y botes de vidrio soplado, cajas de madera de herbarios, material quirúrgico de los siglos XVII y XVIII, morteros y tratados sobre farmacia, química y botánica.

### Capilla de Santa Catalina
Cuando se inauguró la capilla del antiguo Hospital de Santa Catalina en 1679, finalizó la primera fase constructiva del complejo hospitalario. Durante siglos, los enfermos accedían y celebraban la misa con los parroquianos que venían del exterior. Hoy ha perdido su función inicial y se ha reconvertido en el Auditorio Josep Irla de los Servicios Territoriales de la Generalidad de Cataluña en Gerona. Este nuevo auditorio se ha convertido en un espacio más del Museo de Arte de Gerona, además de acoger actos oficiales y actividades culturales abiertas a los ciudadanos.
En esta sala se presenta El gran día de Gerona, de Ramón Martí Alsina, pintura de excepcionales dimensiones (496 x 1082 cm) que escenifica la defensa de Gerona por parte de los ciudadanos durante la Guerra de la Independencia Española el 19 de septiembre de 1809.

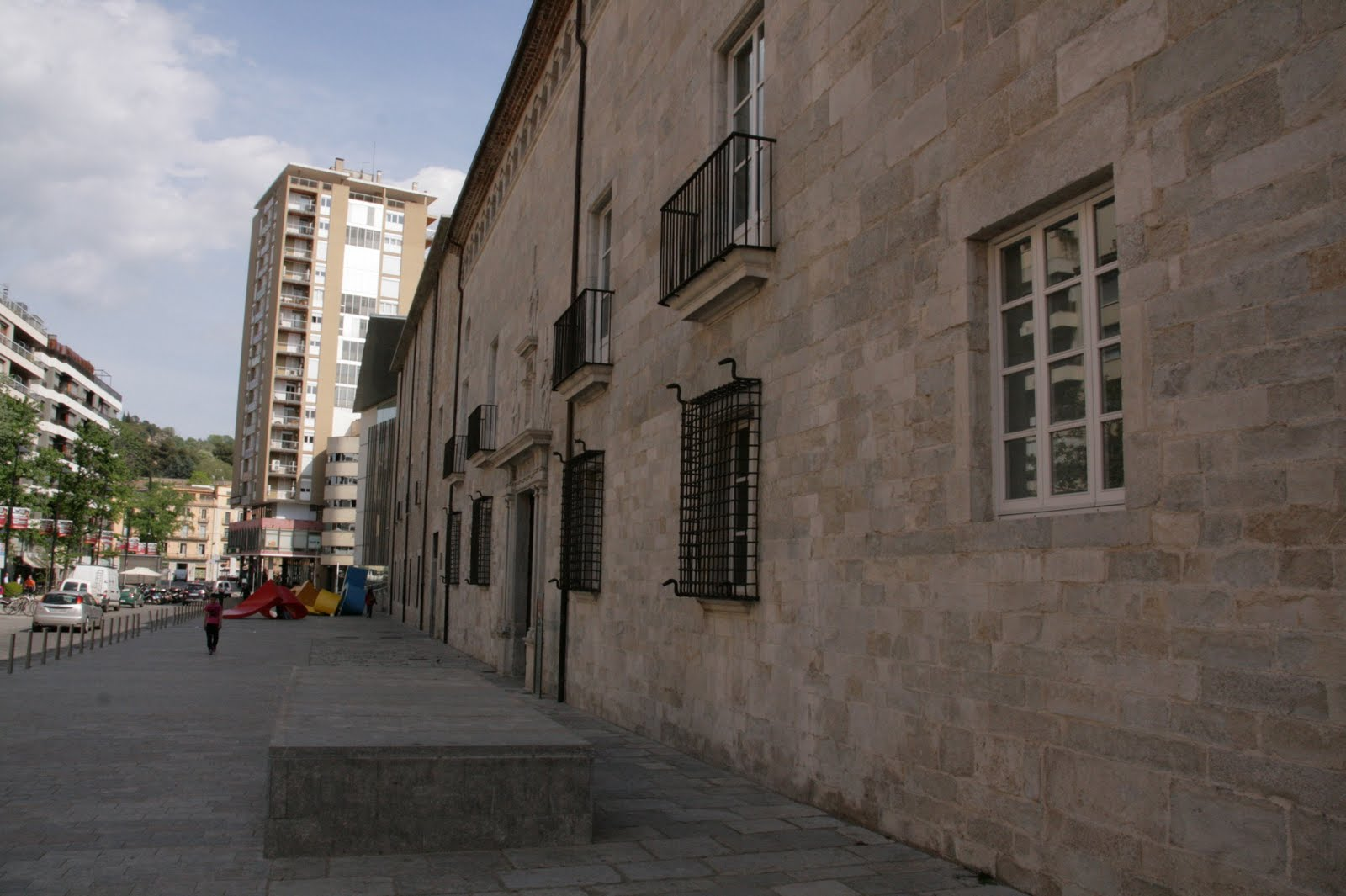
Antiguo hospital de Santa Caterina
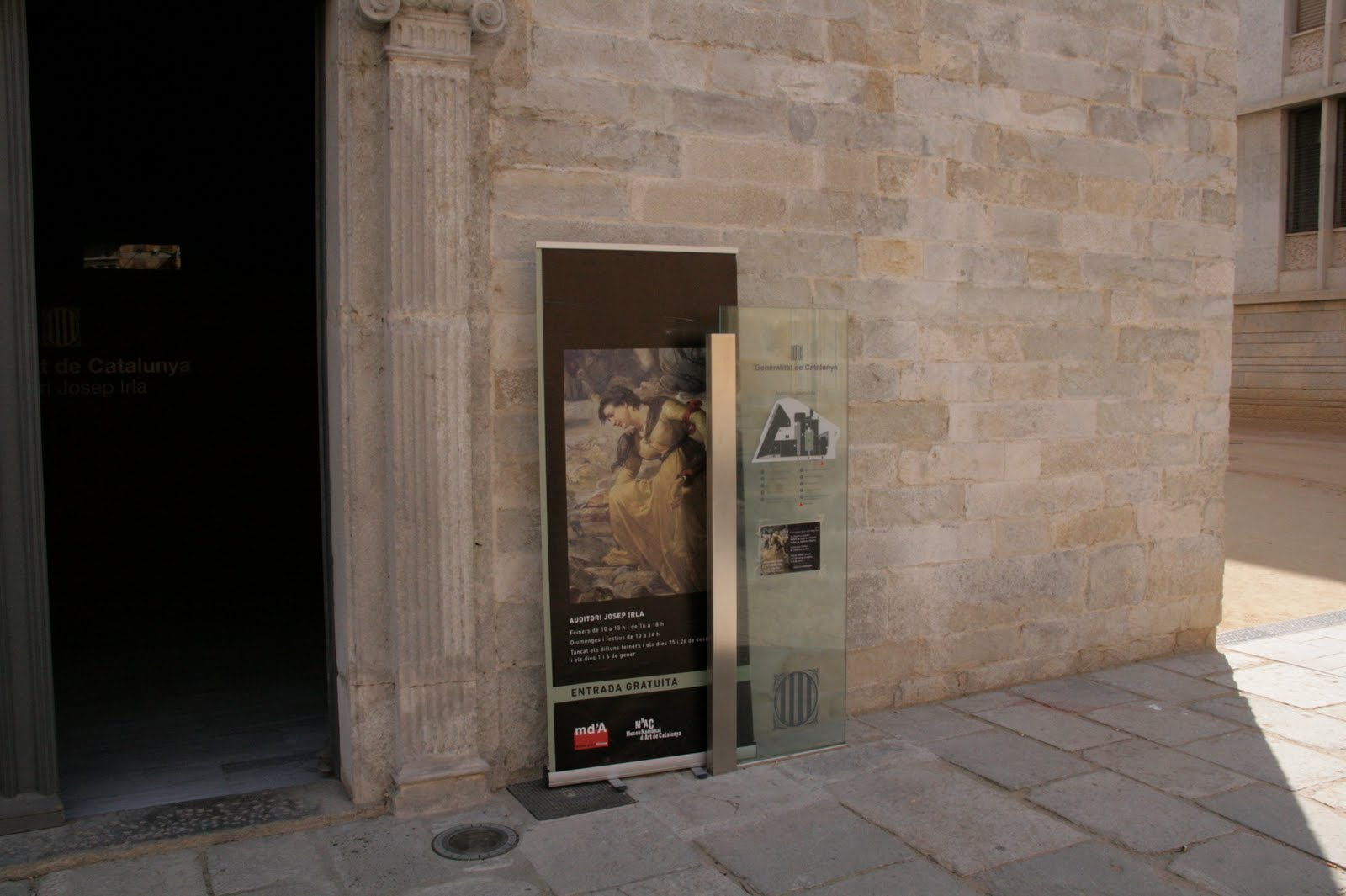
Antiguo hospital de Santa Caterina
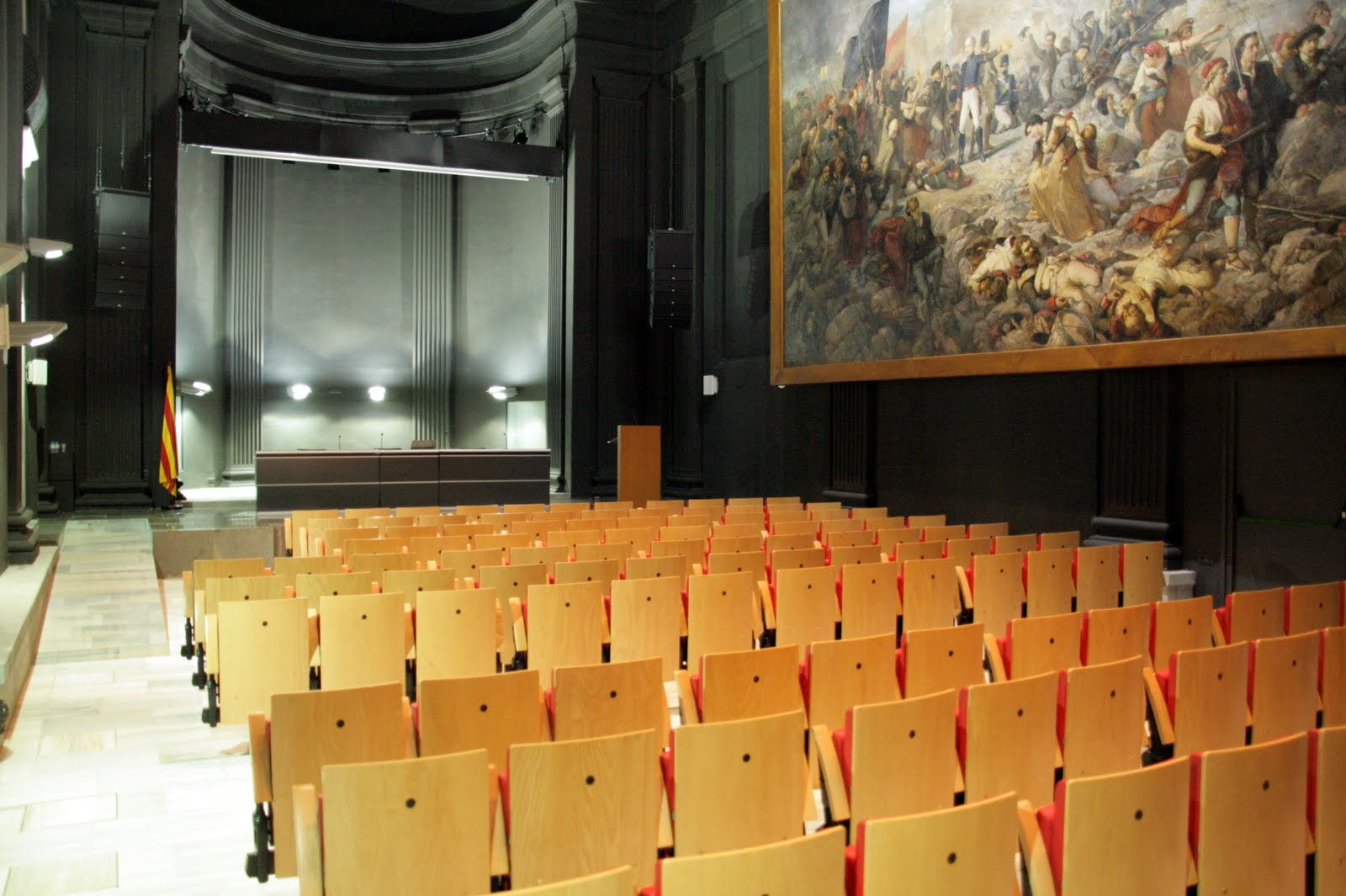
El gran día de Gerona en el Auditorio
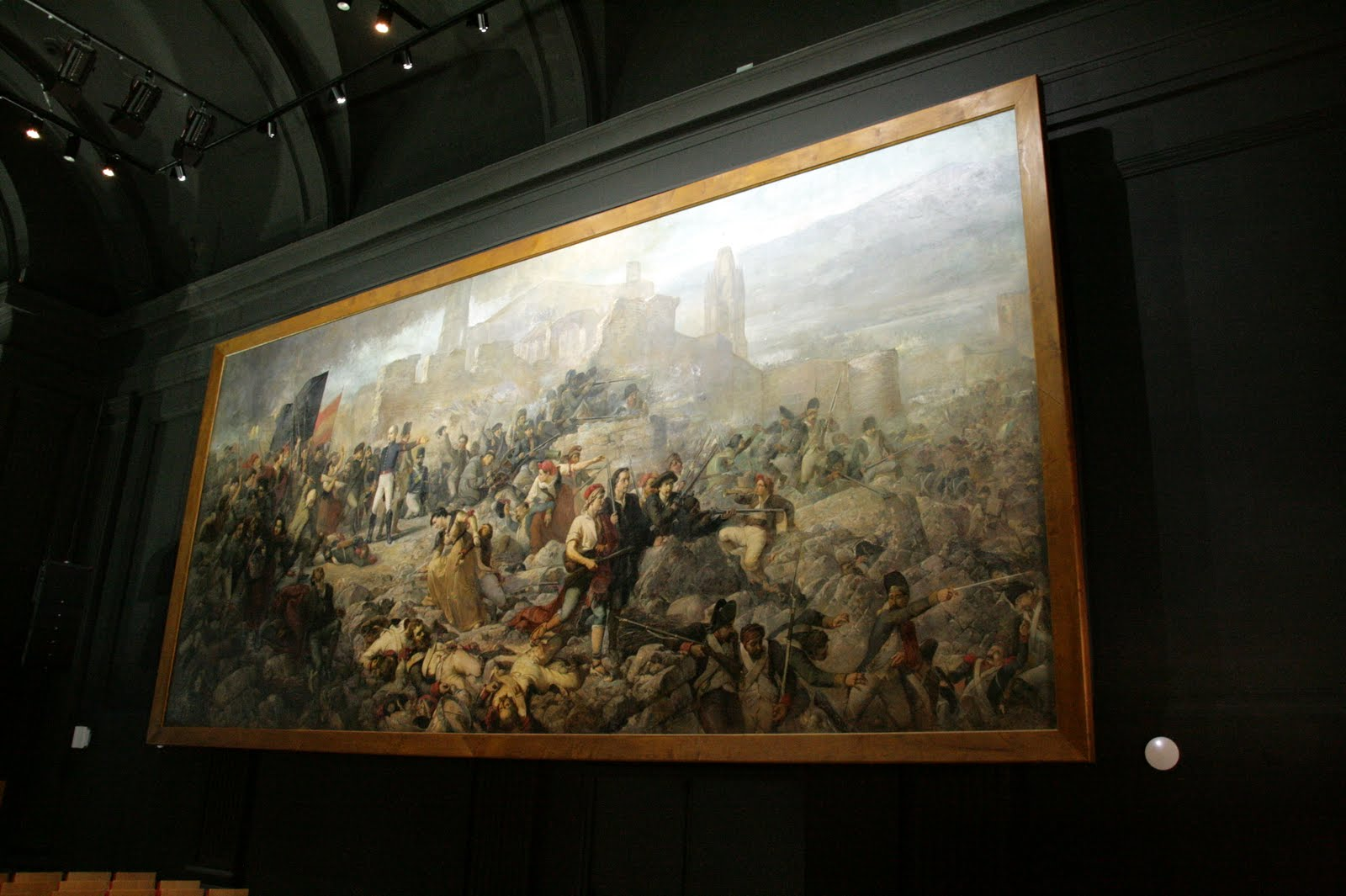
El gran día de Gerona

## La colección

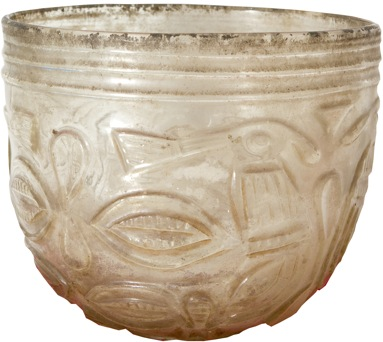
Vaso hispano-árabe

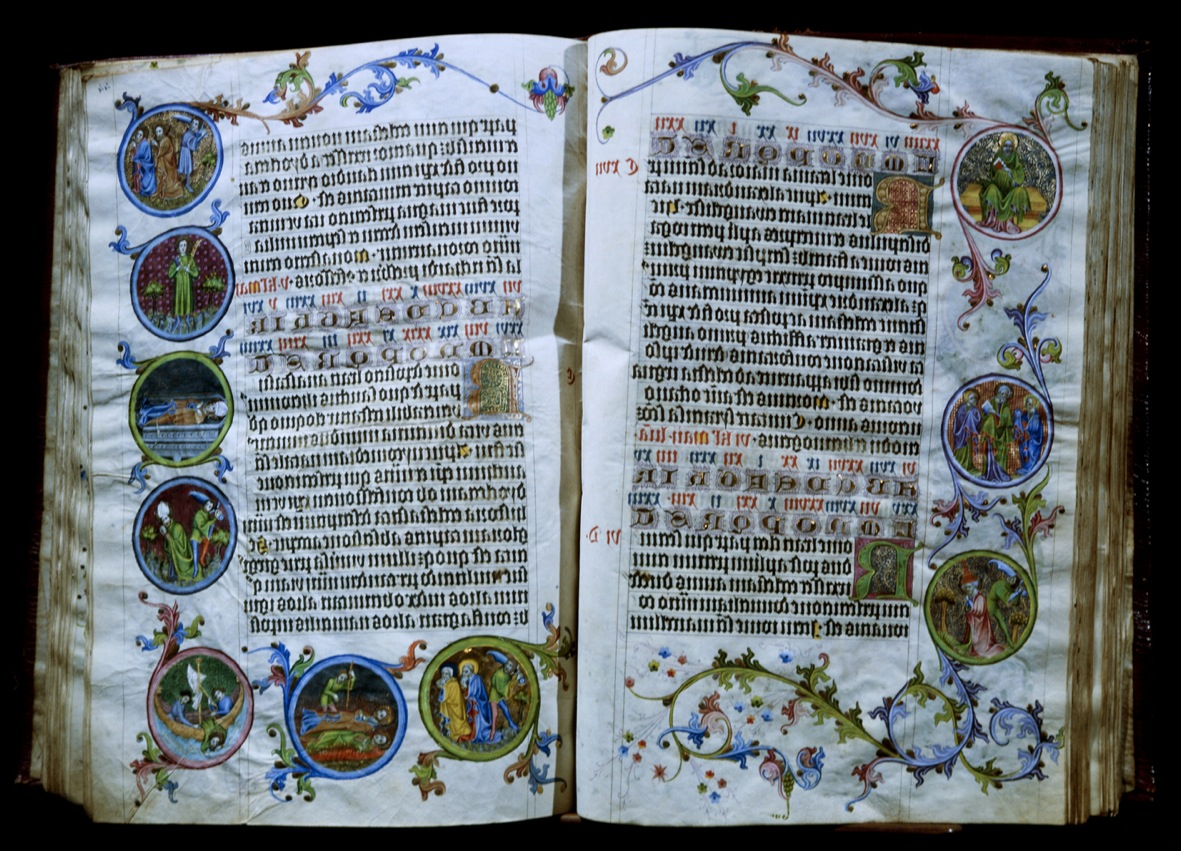
Martirologio

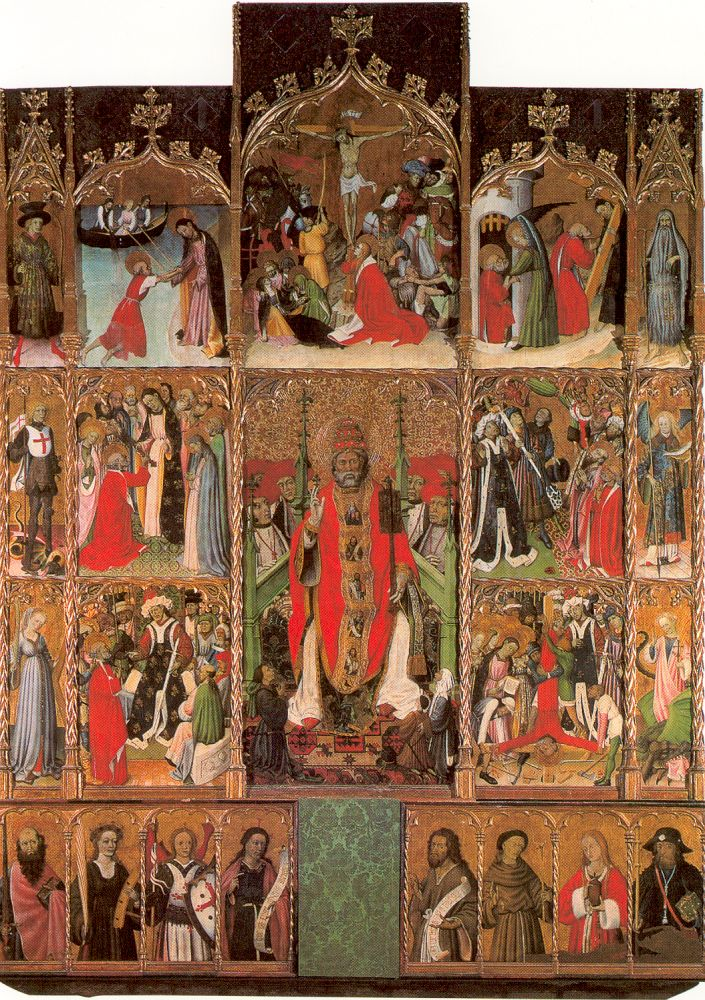
Retablo de San Pedro de la iglesia de Púbol, Gerona. Obra de Bernat Martorell

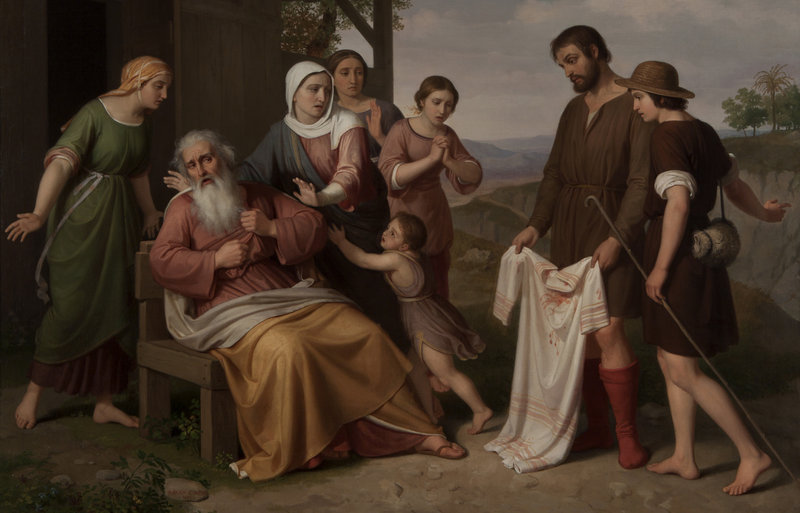
Jacob recibe la túnica ensangrentada de su hijo José, obra de Pelegrí Clavé

La colección permanente es el resultado de juntar varias colecciones preexistentes, como son la colección del antiguo Museo Provincial de Antigüedades y parte de los fondos del propio Museo Diocesano, esto como obras provenientes de la colección de la Generalidad de Cataluña.
Algunas de las obras más destacadas de la colección del museo son:

### Prerrománico y románico
- Anónimo — Ara portátil del monasterio de San Pedro de Roda
- Anónimo — Cristo en Majestad, del Monasterio de Sant Miquel de Cruïlles
- Anónimo — lipsanoteca de Bestracà
- Anónimo — Viga de Cruïlles, del Monasterio de Sant Miquel de Cruïlles
- Anónimo — Vaso Hispano-Árabe, de la colegiata de Sant Vicenç de Besalú
- Anónimo — Homiliario de Breda, de la Iglesia de San Félix
- Anónimo — Pintura mural de Pedrinyà
- Anónimo — La Leona, Gerona

### Gótico
- Anónimo — Martirologio, del Real Monasterio de Santa María de Poblet
- Maestro Bartolomé (atribuido) — Calvario, de la Catedral de Gerona
- Anónimo — Virgen de Palera
- Anónimo — Tablas de vidriero, de la Catedral de Gerona
- Bernardo Martorell — Retablo de Púbol
- Maestro de Canapost — Retablo de la Virgen de Canapost
- Lluís Borrassà — Retablo de San Miguel de Cruïlles, del Monasterio de San Miguel de Cruïlles
- Joan Antigó, Honorat Borrassà y Francés Vergós — Retablo de Castellón de Ampurias, de la Iglesia de Santa María de Ampurias

### Renacimiento
- Pedro de Fontaines y Joan de Borgunya — Retablo de Sant Feliu, de la Iglesia de San Félix
- Pere Mates — Retablo de Segueró
- Anónimo — Tapiz flamenco de la casa Brugués
- Jan Massys — Virgen con un ángel

### Barroco
- Anónimo — San Roque
- Imprenta Carreras — xilografías

### SiglosXIX–XX
- Ramón Martí Alsina — El sitio de Gerona de 1809
- Joaquín Espalter y Rull — La era cristiana
- Benet Mercadé — Colón en la Rábida
- Joaquín Vayreda — La siega
- Santiago Rusiñol — Gerona
- Josep Berga i Boix — Somatén en Cataluña
- Miguel Blay — Contra el invasor
- Pelegrí Clavé — Jacopo recibe la túnica ensangrentada de su hijo José[9]
- Mela Mutter — El Oñar en Gerona
- Prudenci Bertrana — Noche de luna en Gerona
- José Aguilera y Martí — Mercado en Gerona
- Imprenta Carreras — El hombre del zodiaco

## Servicios

### Accesibilidad

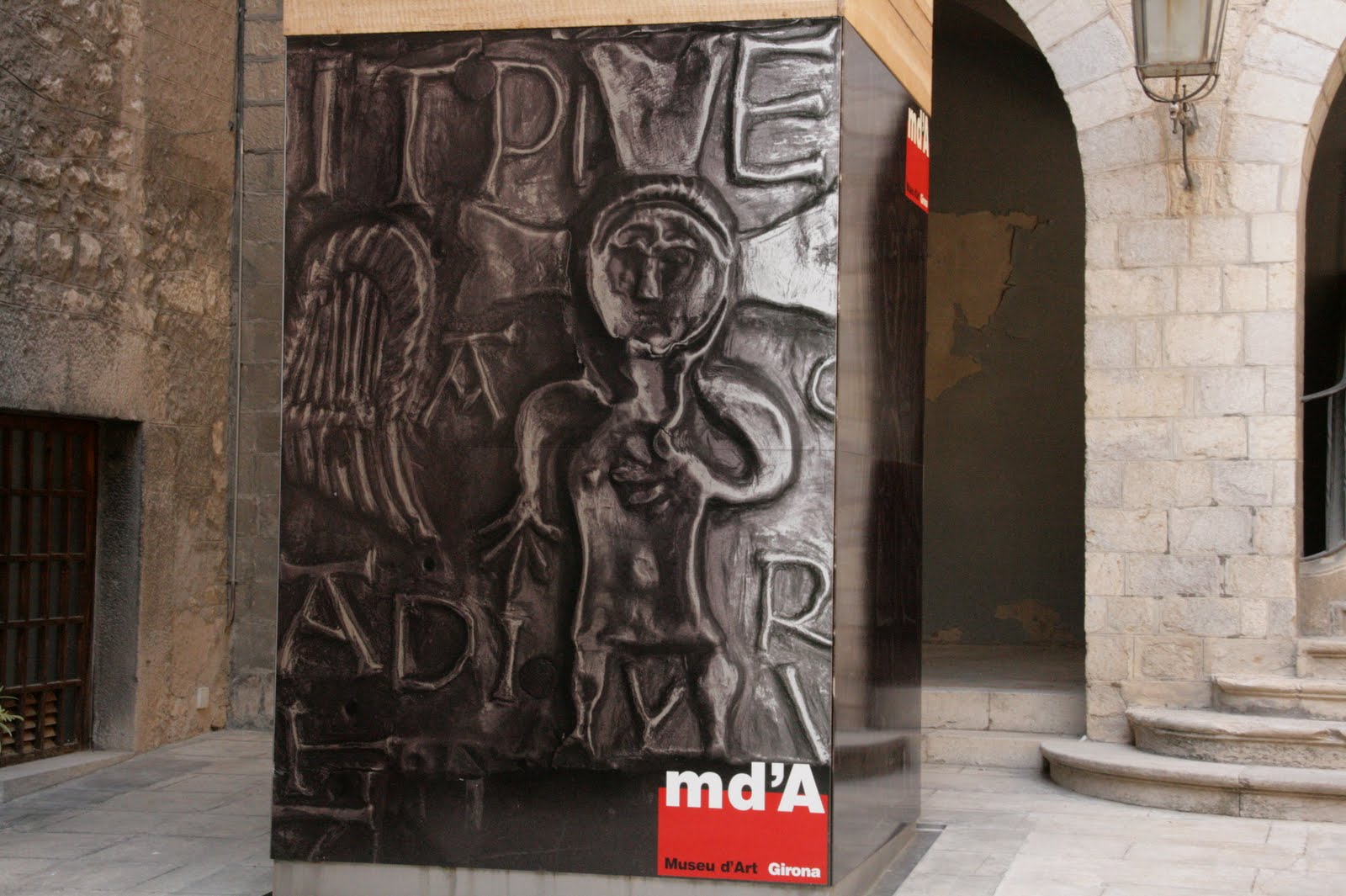
Ascensor exterior del museo, instalado en 2010

El Museo de Arte de Gerona (MD'A) dispone de diversas instalaciones y servicios para hacer la visita más agradable a aquellas personas que padecen dificultades motoras. Existe un acceso para personas que vayan en silla de ruedas y diversas facilidades para las personas ciegas y con problemas de visión. Además, existe un ascensor interior que comunica todas las plantas de la colección permanente del museo, permitiendo realizar una visita prácticamente completa por la historia del arte gerundense (excepto la sala donde se expone el retablo de la Iglesia de San Félix y las dependencias de la antigua cárcel episcopal). También en cuanto al acceso al edificio, en el año 2010 se puso en funcionamiento un ascensor que comunica el patio interior (hay que superar unos 10 escalones para acceder) con la entrada y tienda del museo y también con el Ámbito 3, donde se realizan exposiciones temporales. El museo dispone de una silla de ruedas y de varios taburetes a disposición de los visitantes que lo soliciten. También hay varios sofás o zonas de descanso repartidos por las salas, desde donde poder contemplar mejor las piezas. Finalmente, el museo dispone de instalaciones adaptadas a personas ciegas, entre las que destacan piezas táctiles, materiales explicativos y cartelas escritas utilizando el sistema braille, así como la rotulación de los botones del ascensor en relieve.

### Ver con las manos
En 1993 el museo hizo un proyecto de adaptación a la exposición permanente del museo, con el nombreAdaptación para invidentes en la exposición permanente, con el objetivo de integrar los invidentes en el recorrido expositivo. Evita hacer la exposición en una sala independiente para integrar realmente el invidentes en los espacios del museo, al tiempo sensibilizar al resto de los visitantes hacia las personas que tienen esta dificultad.
La exposición Ver con las manos la forman un total de 10 objetos que permiten hacer un recorrido desde el románico hasta el siglo XX. Los objetos son de diversos materiales: piedra, madera, alabastro, metal, cerámica, vidrio y representan diferentes tipologías: capitel, ménsula, xilografía, escultura... Cada objeto va acompañado de una ficha técnica (autor, título, fecha, material, procedencia) escrita en braille. Además de estas obras, en medio del recorrido se instaló una mesa de «texturas y olores» donde se puede palpar y oler diferentes técnicas: pintura al óleo, pintura en fresco, acuarela, dibujo... En 1997 se instalaron dos mesas experimentales, una referida a la pintura al temple y otro en el escultura.
También se editó un folleto en braille con explicaciones sobre el museo y sobre el uso, procedencia y descripción de los objetos.

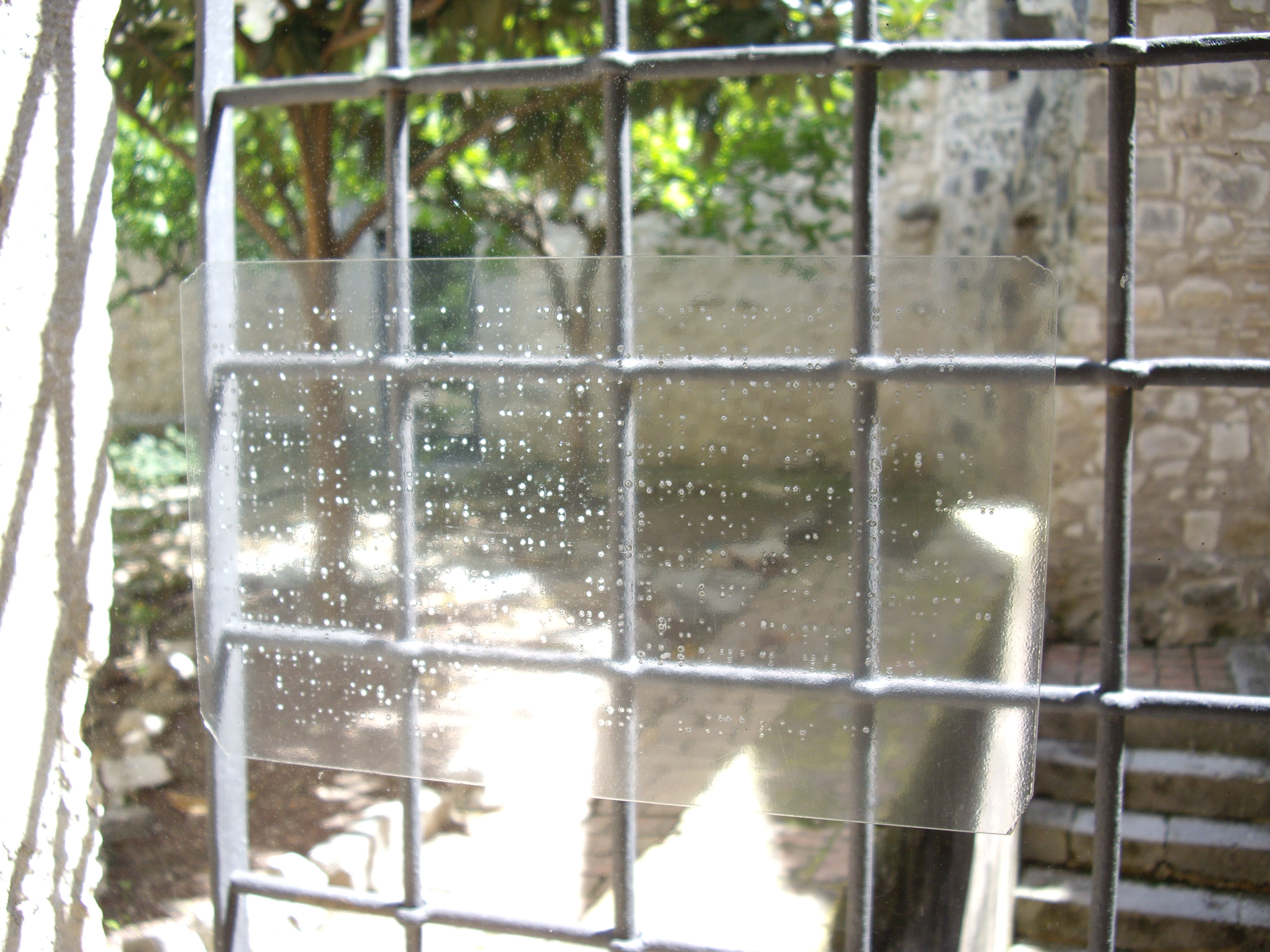
Braille md'a
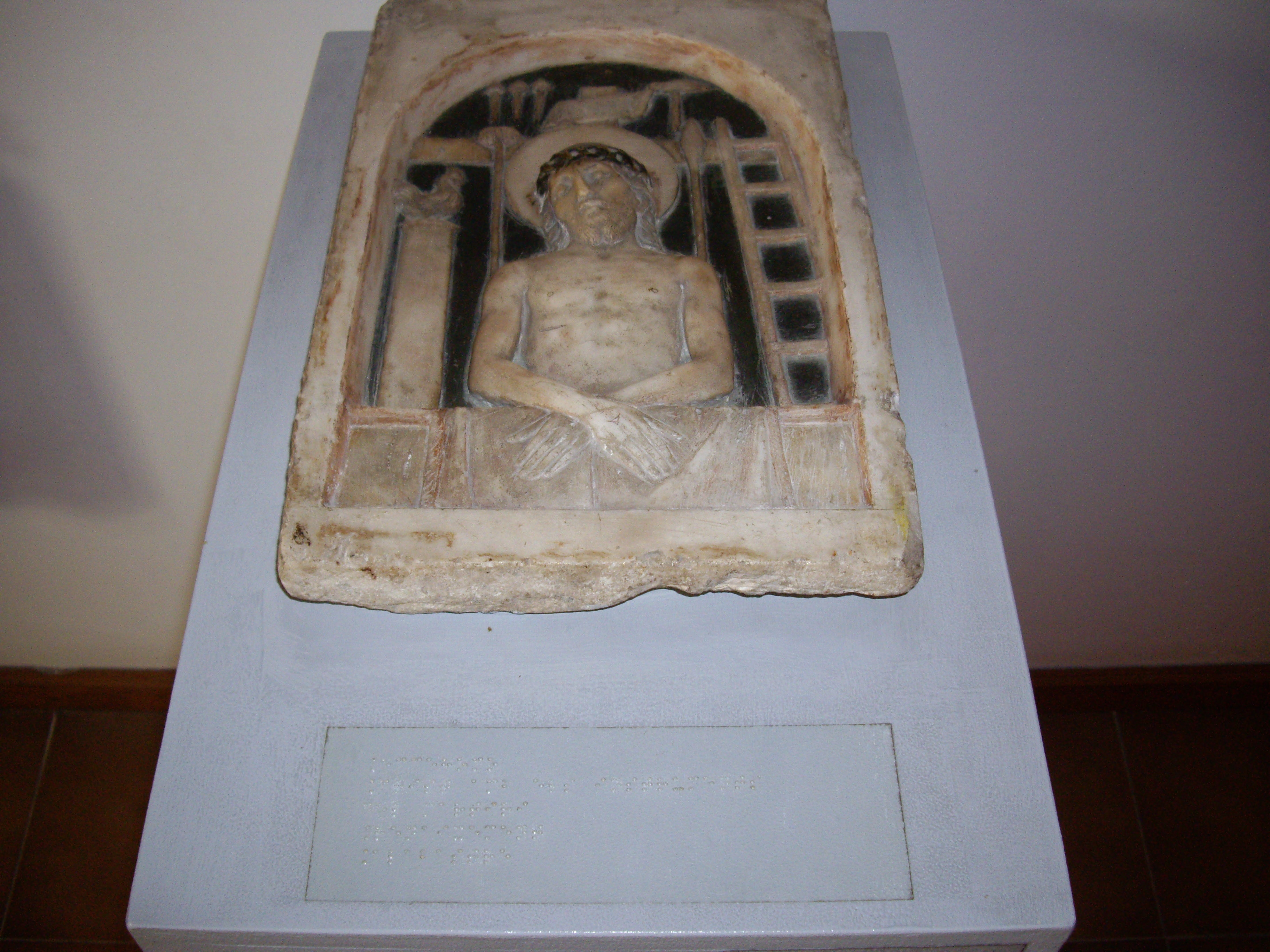
Alabastro
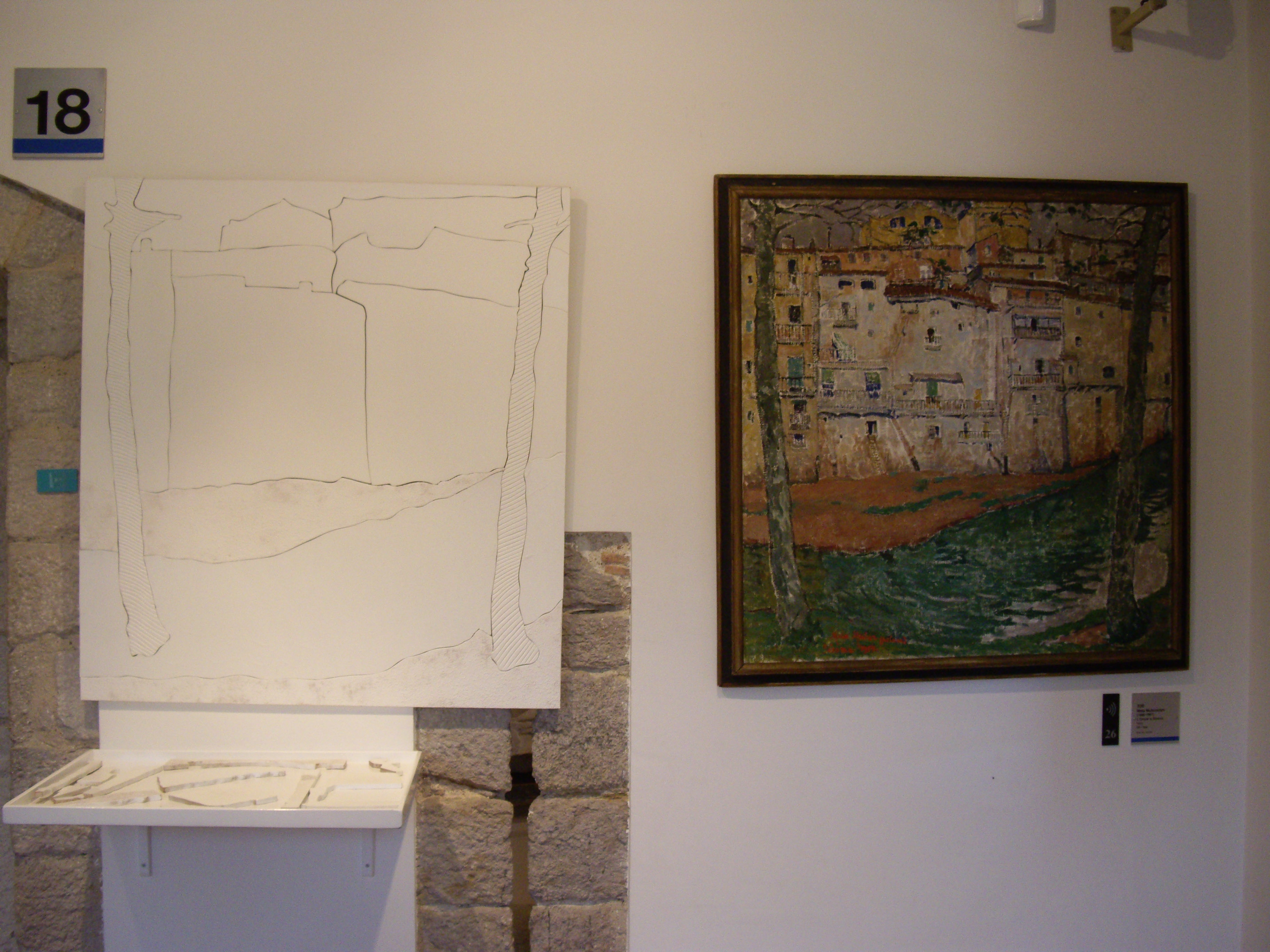
Mela
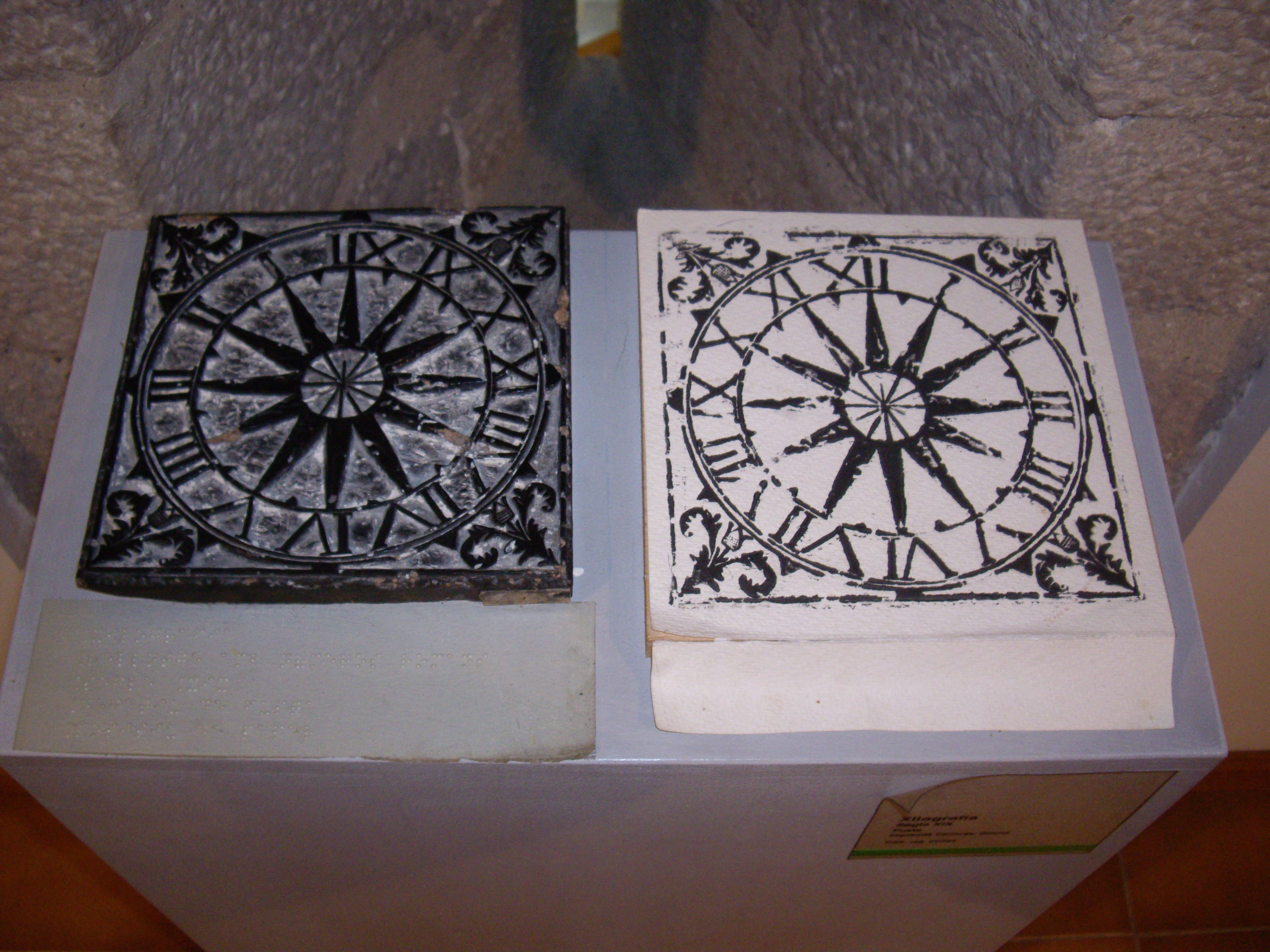
Xilografía
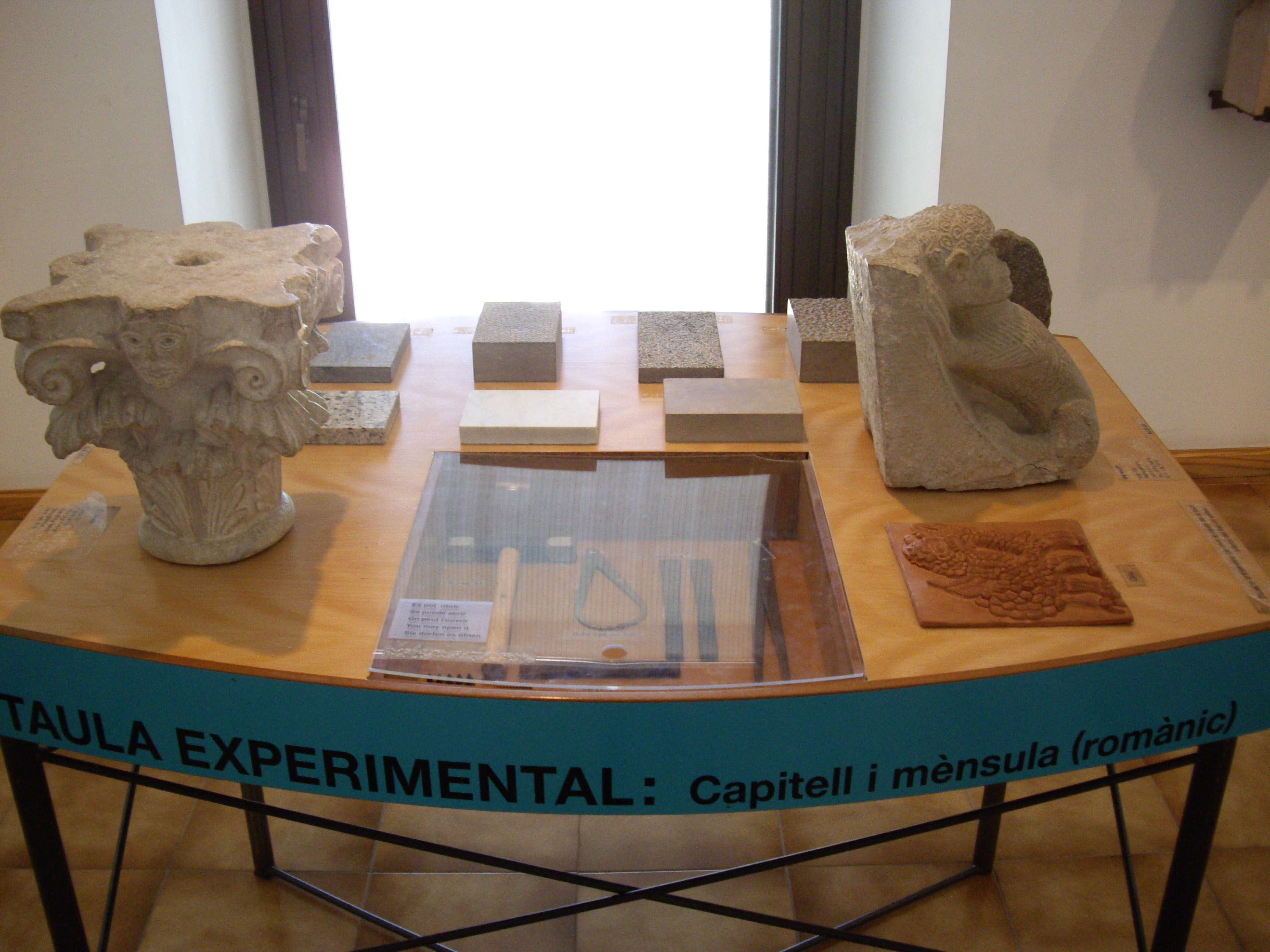
Mesa experimental

### Punto de descubrimiento

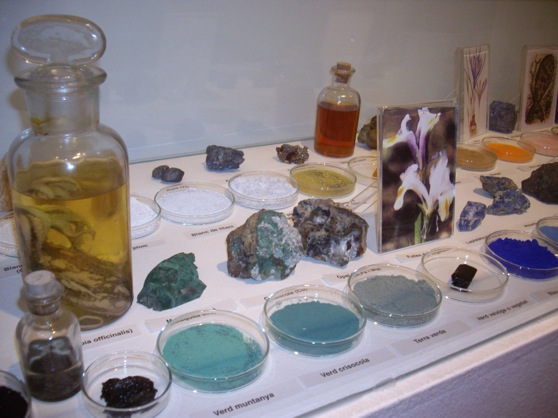
Pigmentos

Espacio habilitado desde el año 1994 para que los visitantes se adentren en los secretos y las curiosidades de la creación artística y puedan contemplar los elementos que los artistas utilizaron para la realización de las obras de arte. En el Punto de descubrimiento se puede contemplar los procedimientos más comunes y más generales que están ubicados en las salas del MD'A: la pintura sobre tela y pintura sobre tabla. En la primera parte vemos el proceso de realización de una pintura sobre tela y tabla, desde la fabricación del soporte hasta la obtención de la obra final. En la segunda parte, los procedimientos pictóricos: pintura al óleo, el temple de huevo, el temple de cola, el temple de goma y el temple de caseína. Dentro de la tercera parte se muestra un proceso muy utilizado en la historia del arte: el dorado. Se puede observar el dorado al agua y el dorando el mordiente con los correspondientes materiales y herramientas de trabajo. En la última parte: los pigmentos y los colorantes, donde se observan las materias que dan un determinado color y los productos de origen se convierten, ya sean minerales, animales o vegetales.

### Servicio educativo
El Departamento de Educación del Museo de Arte de Gerona inició su actividad el curso escolar 1991-1992. El mes de octubre de 1991, publicó su primera oferta de actividades educativas dirigidas a las escuelas con objetivos curriculares para los diferentes niveles educativos. La oferta pedagógica consistió en la puesta en funcionamiento de visitas y talleres escolares, la creación de materiales —dirigidos a educadores— para trabajar dentro y fuera del museo y de un servicio de atención y apoyo a los docentes.
Actualmente el Servicio educativo elabora materiales y programa actividades destinadas al público escolar, adulto y familiar que faciliten al espectador entrar en contacto con el obra de arte y obtener las pautas para interpelar la colección del museo, convirtiendo el museo en un espacio de comunicación e intercambio.
Una lectura abierta del fondo de arte es una fuente inagotable de estímulos capaces de enriquecer nuestra percepción del mundo.
Las actividades educativas destinadas al público escolar responden a un concepto de educación entendida como proceso de aprendizaje, con el planteamiento de actividades abiertas y cercanas a las propias experiencias de los alumnos. Se ofrecen tres tipos de actividades: visitas guiadas, visitas dinamizadas y visitas-taller. Las visitas dinamizadas estimulan la observación, la curiosidad, la participación, el análisis y el debate, y en el caso de los talleres, a partir de la experimentación práctica, se estimula la creatividad.
Actividades destacadas:
- Las piedras hablan
- El vidriero de la Catedral
- Un día en Gerona de la mano del Museo de Arte
- Pintamos sin colores
- Los secretos del museo de arte

 Actividades diversas:
- El museo sale a la calle. Espectáculo infantil que se celebra anualmente desde el año 1996 el día de San Jorge.[15] Esta actividad gratuita, dirigida a las escuelas, tiene lugar en las escaleras de la Subida de San Martín, en el casco antiguo de la ciudad de Gerona.
- Con ojos de cuento. Colección de cuentos que tienen como protagonistas las piezas expuestas en el MD'A. Cada volumen cuenta con dibujos de diferentes ilustradores e incluye sugerencias didácticas, elaborados por el servicio educativo, que permiten trabajar los contenidos de la narración en clase. Números publicados: El capitel,[16] de Josep Torrent Alabau.[17] El sarcófago,[18] de Joaquim Carbó. El secreto de Narciso de Bovila,[19] de Mercè Canela. El tesoro de Nueva York,[20] de Inka Martí.
- Los juegos del museo de arte.[14] Serie de juegos para que las familias, grandes y pequeños, vengan al museo a buscar animales, flores escondidas y vestidos que aparecen en los cuadros de la colección. La intención es observar los cuadros, los retablos o las esculturas con una mirada diferente y descubrir detalles escondidos.

### Conservación y restauración
Preservar la colección del museo de arte para las generaciones futuras es una de las obligaciones primordiales del museo. El área de conservación y restauración del museo ha hecho suya esta responsabilidad y está comprometido con la preservación de este legado cultural irremplazable. Se dedican al estudio y tratamiento de las obras de arte, a la investigación de materiales de preservación, participan en programas formativos y en las actividades del Museo. El Área de conservación preventiva y restauración cuida de la exposición permanente, el almacenamiento, la manipulación y el mantenimiento de la colección de manera que promueve la estabilidad a largo plazo ya la vez impide que se produzcan alteraciones. También asesora sobre los controles específicos y necesidades ambientales, exposiciones especiales, los viajes, el embalaje, y requisitos de instalación de los objetos. Estas actividades, forman parte de un programa global de conservación preventiva de la colección del museo, trata de evitar daños y la degradación de las colecciones a través de la atención considerada y la manipulación de las obras. 

El conservador-restaurador debe tener en cuenta todos los aspectos de la conservación preventiva. Antes de intervenir de forma física en un bien cultural debe limitar el tratamiento a lo que sea indispensable.
Art.8 del código de ética profesional del ECCO

## Normativa ISO
En el año 2004 el Museo de Arte de Girona obtuvo el cerificat ISO 9001 de gestión de la calidad ISO 9000. Las normas de gestión establecidas por la Organización Internacional para la Estandarización están formadas por estándares y guías relacionadas con sistemas de gestión y herramientas específicas como las auditorías. Actualmente se está trabajando para obtener la ISO 14000 de gestión ambiental. Con esta normativa se busca la mejora de los impactos medioambientales y cumplir con la legislación en materia de medio ambiente.